# Grande (titel)
De waardigheid van een grande is een uniek eerbewijs dat vooral aan edelen wordt toegekend. Het bestaat alleen nog in Spanje. Er bestonden ook een Portugese en een Braziliaanse grandeza. Deze instellingen werden na de val van de monarchie in deze landen afgeschaft.
Het begrip grande wordt in Spanje, maar ook daarbuiten, ook wel, maar dan in brede zin, gebruikt om een magnaat, een machtig edelman met veel grondbezit, aan te duiden. In het Engels zijn de termen "Grandee" of "Tory-Grandee" in gebruik. Daarmee worden machtige edelen en edelen die een grote rol in de Conservatieve Partij spelen bedoeld.
Tijdens de Engelse Burgeroorlog noemde men de invloedrijke, uit de gentry of landadel in de New Model Army, de tegenstanders van de meer democratisch ingestelde Levellers, informeel de Grandes of Grandees.

## Grande van Spanje
De waardigheid van grande van Spanje (Spaans: Grandeza de España) is de hoogste klasse van erkende titels binnen het Spaanse adellijke stelsel.

## De grandeza binnen de Europese adel
Aan de pairs van Frankrijk werden, behalve bij de kroning van een Franse vorst, weinig voorrechten gegund. De Engelse, Schotse, Britse en Ierse Peers of the Realm bezaten tot voor kort een zetel in het Hogerhuis of het recht in het Hogerhuis te worden afgevaardigd door hun standgenoten. Een aantal Duitse edelen bezat ook vergelijkbare voorrechten in de hogerhuizen van Pruisen, Beieren en Württemberg. De Spaanse grandeza is met geen van deze adelsystemen en constituties te vergelijken al bezaten de grandes korte tijd een zetel in het Spaanse Hogerhuis. De grandeza is ook niet met de Duitse ebenbürtige adel die op voet van gelijkheid met agnaten van regerende families konden huwen te vergelijken. De grandeza is niets anders dan een geprivilegieerde positie in de Spaanse samenleving.

## Grandes van Portugal en Brazilië
Ook het koninkrijk Portugal en het keizerrijk Brazilië kenden een tijdlang een eigen grandeza om op deze wijze de hoogste adel aan te duiden. De heraldische gebruiken waren gelijk aan die van Spanje, afwijkend was het met de gandeza verbonden privilege dat de nabestaanden van een gestorven grande diens wapenschild in een kerk boven het graf mochten aanbrengen. De graven, markiezen en hertogen waren in deze twee landen altijd grandes en zij deelden deze waardigheid met de generaals, de bisschoppen, de aartsbisschoppen en de kardinalen. De grandes mochten alleen met expliciete toestemming van de keizer of koning worden gearresteerd.
In Portugal en Brazilië was de grandeza van de baronnen en burggraven nooit erfelijk zoals dat in Spanje soms wel het geval was. De val van de beide monarchieën betekende het einde van de grandeza.